# Vivairòls
Vivairòls (en francès Viverols) és un municipi francès situat al departament del Puèi Domat i a la regió d'Alvèrnia-Roine-Alps. L'any 2007 tenia 390 habitants.

## Demografia

### Població
El 2007 la població de fet de Viverols era de 390 persones. Hi havia 168 famílies de les quals 60 eren unipersonals (32 homes vivint sols i 28 dones vivint soles), 56 parelles sense fills, 44 parelles amb fills i 8 famílies monoparentals amb fills.
La població ha evolucionat segons el següent gràfic:
Habitants censats

### Habitatges
El 2007 hi havia 366 habitatges, 176 eren l'habitatge principal de la família, 160 eren segones residències i 30 estaven desocupats. 348 eren cases i 6 eren apartaments. Dels 176 habitatges principals, 130 estaven ocupats pels seus propietaris, 38 estaven llogats i ocupats pels llogaters i 8 estaven cedits a títol gratuït; 1 tenia una cambra, 10 en tenien dues, 33 en tenien tres, 56 en tenien quatre i 76 en tenien cinc o més. 87 habitatges disposaven pel capbaix d'una plaça de pàrquing. A 88 habitatges hi havia un automòbil i a 58 n'hi havia dos o més.

### Piràmide de població
La piràmide de població per edats i sexe el 2009 era:
| Homes | Edats   | Dones |
| ----- | ------- | ----- |
| 0     | 95 o +  | 4     |
| 0     | 90 a 94 | 4     |
| 4     | 85 a 89 | 0     |
| 4     | 80 a 84 | 4     |
| 8     | 75 a 79 | 20    |
| 12    | 70 a 74 | 24    |
| 16    | 65 a 69 | 4     |
| 8     | 60 a 64 | 20    |
| 8     | 55 a 59 | 12    |
| 16    | 50 a 54 | 12    |
| 12    | 45 a 49 | 16    |
| 16    | 40 a 44 | 16    |
| 24    | 35 a 39 | 8     |
| 4     | 30 a 34 | 12    |
| 12    | 25 a 29 | 4     |
| 0     | 20 a 24 | 16    |
| 12    | 15 a 19 | 8     |
| 12    | 10 a 14 | 20    |
| 12    | 5 a 9   | 4     |
| 0     | 0 a 4   | 8     |

## Economia
El 2007 la població en edat de treballar era de 232 persones, 155 eren actives i 77 eren inactives. De les 155 persones actives 142 estaven ocupades (81 homes i 61 dones) i 13 estaven aturades (9 homes i 4 dones). De les 77 persones inactives 32 estaven jubilades, 21 estaven estudiant i 24 estaven classificades com a «altres inactius».

### Ingressos
El 2009 a Viverols hi havia 184 unitats fiscals que integraven 378 persones, la mediana anual d'ingressos fiscals per persona era de 17.435,5 €.

### Activitats econòmiques
Dels 34 establiments que hi havia el 2007, 1 era d'una empresa alimentària, 2 d'empreses de fabricació d'altres productes industrials, 5 d'empreses de construcció, 10 d'empreses de comerç i reparació d'automòbils, 3 d'empreses de transport, 3 d'empreses d'hostatgeria i restauració, 2 d'empreses financeres, 2 d'empreses immobiliàries, 1 d'una empresa de serveis, 4 d'entitats de l'administració pública i 1 d'una empresa classificada com a «altres activitats de serveis».
Dels 12 establiments de servei als particulars que hi havia el 2009, 1 era una gendarmeria, 1 oficina de correu, 1 una oficina bancària, 2 tallers de reparació d'automòbils i de material agrícola, 2 paletes, 1 fusteria, 1 electricista, 1 perruqueria, 1 restaurant i 1 agència immobiliària.
Dels 5 establiments comercials que hi havia el 2009, 2 eren botiges de menys de 120 m², 1 una fleca, 1 una carnisseria i 1 un drogueria.
L'any 2000 a Viverols hi havia 13 explotacions agrícoles que ocupaven un total de 287 hectàrees.

## Equipaments sanitaris i escolars
L'únic equipament sanitari que hi havia el 2009 era una farmàcia.
El 2009 hi havia una escola elemental integrada dins d'un grup escolar amb les comunes properes formant una escola dispersa.

## Poblacions més properes
El següent diagrama mostra les poblacions més properes.